# 丑角
丑角是中国戏曲的一种程式化的角色行当，一般扮演插科打诨比较滑稽或貌不驚人的角色。丑角俗稱三花臉，主要扮演差役等角色。丑角一般不重唱，以念白和做工为主，念白和其他角色也不同，一般用普通口语，京剧中所谓“京白”，崑曲中所謂“蘇白”，各个剧种的划分有所不同，但比较一致的大概分为如下几种：
- 文丑：以做工为主。
- 武丑：又名“开口跳”，以武打为主，和净角中的三块瓦之间的区别不明显。
- ：代表大人物，一般不重唱，以念白和做工為主。相對者為小丑。
- 小丑：代表小人物。
- 女丑：又名“彩旦”，代表性格诙谐、刁蛮或泼辣的女性角色，名为旦行，但多由丑行演员扮演。

## 其他
粵劇之中把丑生一角演得最好，令人印象最為深刻的，則有「丑生王」之稱的梁醒波先生。而現代電視、電影中常被醜化的人物有時也稱為「醜角」，如香港演員余慕蓮、李健仁即以常演醜化角色著名。